# María Luisa Merlo Colomina
María Luisa Merlo Colomina (València, 6 de setembre del 1941) és una actriu valenciana. Filla dels actors Ismael Merlo Piquer i María Luisa Colomina Domingo, va continuar la tradició artística familiar des de molt jove, debutant com a ballarina en l'espectacle Te espero en el Eslava, de Luis Escobar. Va estar casada amb l'actor Carlos Larrañaga durant 16 anys, es van separar en el 1975 i van obtenir el divorci al novembre de 1983. Hi ha tingut tres fills: Amparo, Luis i Pedro. El 1992 es va casar amb el professor d'universitat Michael Kenton, divorciant-se'n cinc anys després.

## Filmografia

### Cinema
- De espaldas a la puerta (1959)
- El cerro de los locos (1960)
- 091 Policía al habla (1960)
- Ursus (1961)
- Mi noche de bodas (1961)
- Armas contra la ley (1961)
- Ursus nella valle dei leoni (1961)
- Siempre es domingo (1961)
- Cuidado con las personas formales (1961)
- Más bonita que ninguna (1965)
- De cuerpo presente (1967)
- Ligue Story (1972)
- Tocata y fuga de Lolita (1974)
- Un lujo a su alcance (1975)
- El adúltero (1975)
- ¿Por qué no hacemos el amor? (1981)
- En septiembre (1982)
- El dolor y la lluvia (2003, curtmetratge)
- Proyecto Dos (2008)

### Televisió
- Hoy llegó la primavera (1963)
- Novela (1963-1977)
- Tras la puerta cerrada (1964)
- Escuela de maridos (1964)
- Primera fila (1964-1965)
- Confidencias (1965)
- Tiempo y hora (1965)
- El tercer rombo (1966)
- Estudio 1 (1966-1981)
- Teatro breve (1966-1981)
- Hermenegildo Pérez, para servirle (1966)
- La pequeña comedia (1968)
- A través de la tiniebla (1971)
- Siete piezas cortas (1972)
- Compañera te doy (1973)
- Noche de teatro (1974)
- El teatro (1974)
- Telecomedia (1974)
- Cuentos y leyendas (1975)
- Teatro estudio (1976-1978)
- Mujeres insólitas (1977)
- Media naranja (1986)
- La comedia dramática española (1986)
- Primera función (1989)
- Eurocops (1991)
- Truhanes (1993)
- Aquí hay negocio (1995)
- Policías, en el corazón de la calle (2002)
- Luna negra (2003)
- Mis adorables vecinos (2004)
- Aquí no hay quien viva (2004-2006)
- 7 vidas (2006)
- Supervillanos (2006)
- Con dos tacones (2006)
- Los Serrano (2008)
- Hospital Central (2008)
- Aída (2008)
- Somos cómplices (2009)

### Teatre
Llista no completa
- Te espero en el Eslava (1957)
- Ven y ven al Eslava (1958)
- Diana está comunicando (1960)
- La tercera palabra (1967)
- Siete gritos en el mar (1968)
- Vidas privadas (1970)
- Los peces rojos (1974)
- Pato a la naranja (1972), de William Douglas-Home
- Los hijos de Kennedy (1977), de Robert Patrick
- Yo quiero a mi mujer (1977)
- Lecciones de matrimonio (1978)
- El corto vuelo del gallo (1980), de Jaime Salom
- No corran que es peor (1984), amb l'adaptació de Juanjo Menéndez
- Diálogo secreto (1984), d'Antonio Buero Vallejo
- Los locos de Valencia (1986) de Lope de Vega
- Antes que todo es mi dama (1987), de Calderón de la Barca
- Trescientos veintiuno, trescientos veintidós (1991), d'Ana Diosdado
- Los bellos durmientes (1994), d'Antonio Gala
- Odio a Hamlet (1998), de Paul Rudnik
- Ocho mujeres (1999), de Robert Thomas
- La fiebre del heno (2000), de Noël Coward
- El adefesio (2003), de Rafael Alberti
- Yo, Leonor (2006)
- La ratonera (2006-2007), d'Agatha Christie
- Un adulterio casi decente (2007)
- 100 metros cuadrados (2011), de Juan Carlos Rubio

## Premis
- El 1967 se li va concedir el Premi Antena d'Or de Televisió[1]
- El 2009 va ser guardonada amb el Premi Ercilla de Teatre per la seva trajectòria en teatre.[2]
- El 2013 va ser guardonada amb la Distinció de la Generalitat Valenciana al Mèrit Cultural.[3]